# 18122 Forestamartin
18122 Forestamartin là một tiểu hành tinh vành đai chính với chu kỳ quỹ đạo là 1828.6087670 ngày (5.01 năm).
Nó được phát hiện ngày 4 tháng 7 năm 2000.